# Przykraźń
Przykraźń (553 m) – szczyt w północnej części Beskidu Małego, w Paśmie Bliźniaków ciągnącym się od doliny Wieprzówki w Andrychowie po dolinę Skawy na wschodzie. Znajduje się w tym paśmie między Wapiennicą, oddzielony od niej Przełęczą Wapiennicką, oraz przełęczą Panienka oddzielającą go od Ostrego Wierchu. W odległości 320 m na południowy wschód znajduje się Susfatowa Góra.
Przykraźń wznosi się nad miejscowościami Zagórnik i Inwałd w województwie małopolskim, w powiecie wadowickim, w gminie Andrychów. Na topograficznej mapie Geoportalu jest to bezimienny szczyt o wysokości 553 m, całkowicie porośnięty lasem z dużym udziałem jodły. W północno-wschodnim kierunku z jego wierzchołka opada krótki grzbiet, od sąsiedniego Ostrego Wierchu oddzielony dolinką niewielkiego potoku.
Po północnej stronie wierzchołka Przykraźni prowadzi szlak turystyki pieszej. Między Przykraźnią a Susfatową Górą znajduje się niewielkie wypłaszczenie o nazwie Panienka. Jest tutaj krzyż i skrzyżowanie dwóch szlaków turystycznych.
Piesze szlaki turystyczne
 Andrychów – Pańska Góra – Czuby (Kobylica) – Przełęcz Biadaszowska – Wapiennica – Przełęcz Wapiennicka – Przykraźń – Panienka – Susfatowa Góra – Kobyla Głowa – Przełęcz Kaczyńska – Narożnik – przełęcz Sosina – Czuba – Gancarz – Groń Jana Pawła II
 Inwałd – Przełęcz Wapiennicka – Przykraźń – Panienka – Kłokocznik – Bliźniaki – Przełęcz Czesława Panczakiewicza – Łysa Góra – Iłowiec – Gorzeń